# Drugi gabinet księcia Portland

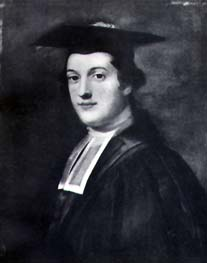
Książę Portland, premier, pierwszy lord skarbu

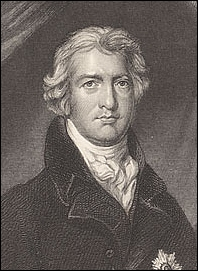
Hrabia Liverpool, minister spraw wewnętrznych

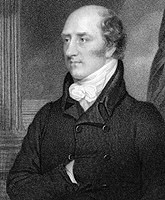
George Canning, minister spraw zagranicznych

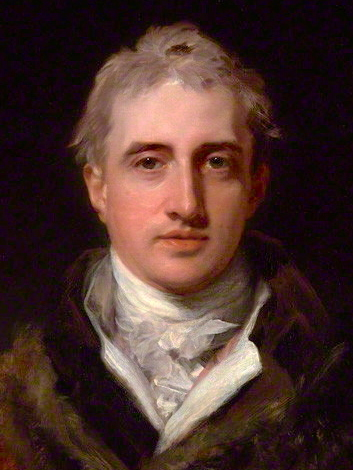
Wicehrabia Castlereagh, minister wojny i kolonii

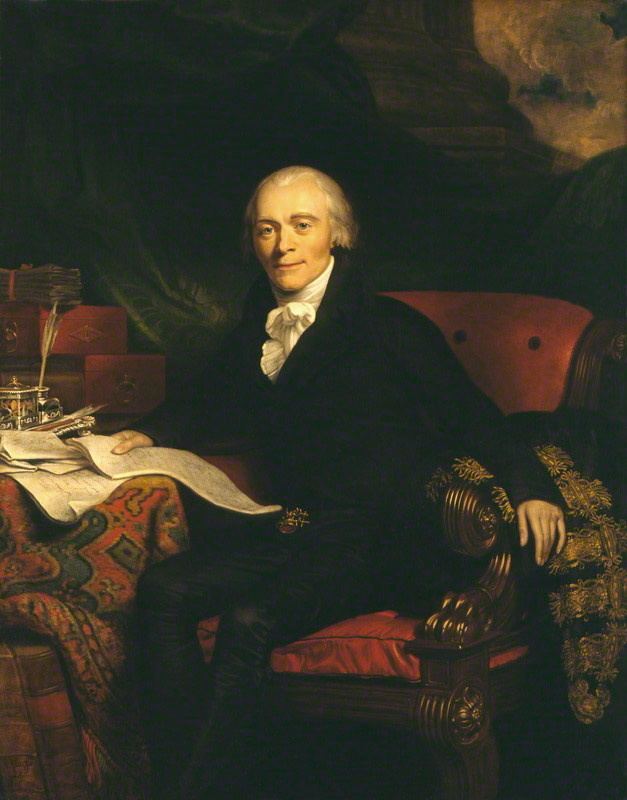
Spencer Perceval, kanclerz skarbu, kanclerz Księstwa Lancaster

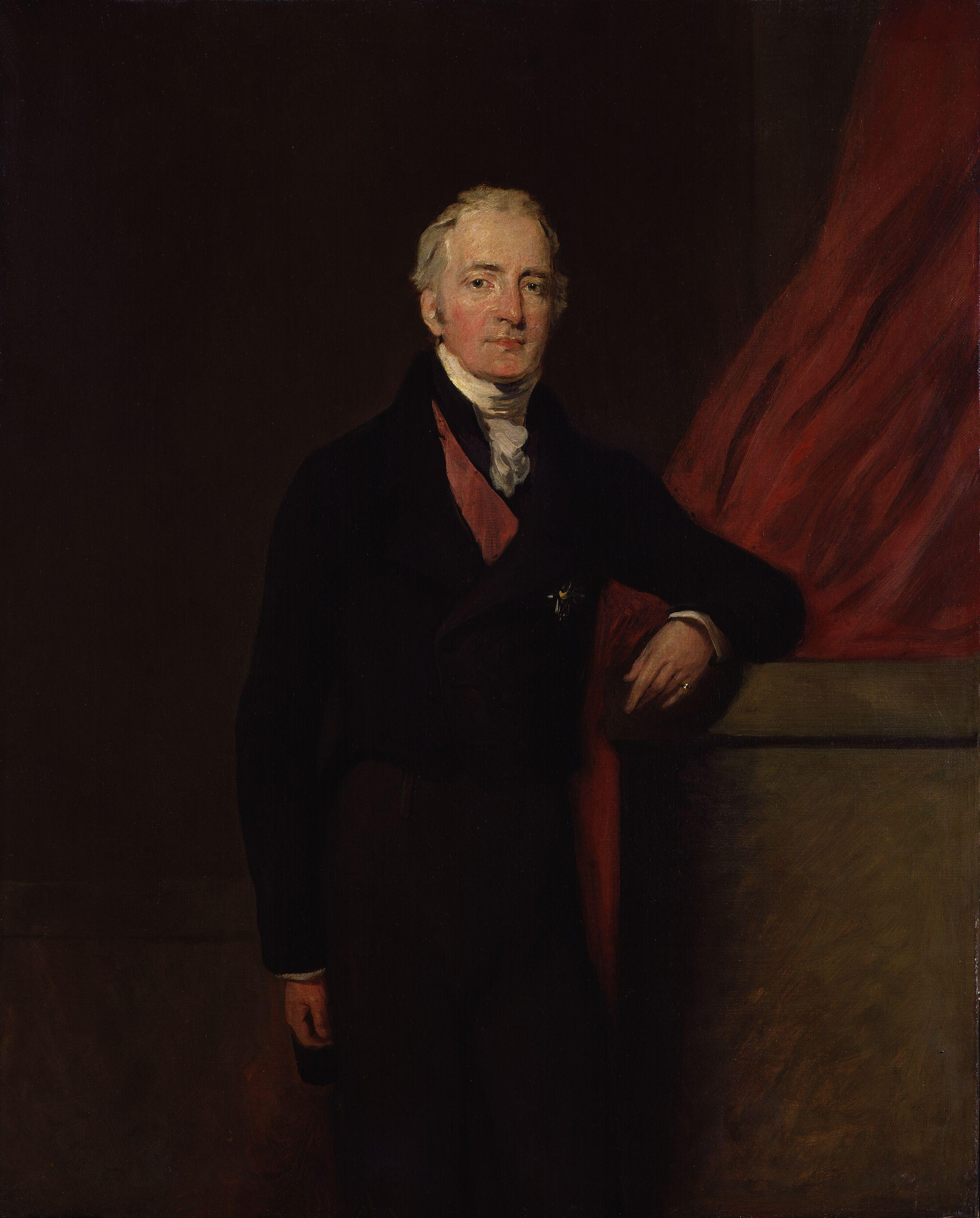
Hrabia Bathurst, przewodniczący Zarządu Handlu

Drugi gabinet księcia Portland – gabinet Williama Cavendisha-Bentincka, 3. księcia Portland istniał od 31 marca 1807 do 4 października 1809.

## Skład gabinetu
| Urząd                                       | Imię i nazwisko                                | Kadencja  |
| ------------------------------------------- | ---------------------------------------------- | --------- |
| Premier Pierwszy lord skarbu                | William Cavendish-Bentinck, 3. książę Portland | 1807–1809 |
|                                             |                                                |           |
| Lord kanclerz                               | John Scott, 1. baron Eldon                     | 1807–1809 |
| Lord przewodniczący Rady                    | John Pratt, 2. hrabia Camden                   | 1807–1809 |
| Lord tajnej pieczęci                        | John Fane, 10. hrabia Westmorland              | 1807–1809 |
| Minister spraw wewnętrznych                 | Robert Jenkinson, 2. hrabia Liverpool          | 1807–1809 |
| Minister spraw zagranicznych                | George Canning                                 | 1807–1809 |
| Minister wojny i kolonii                    | Robert Stewart, wicehrabia Castlereagh         | 1807–1809 |
| Pierwszy lord Admiralicji                   | Henry Phipps, 1. baron Mulgrave                | 1807–1809 |
| Kanclerz skarbu Kanclerz Księstwa Lancaster | Spencer Perceval                               | 1807–1809 |
| Generał artylerii                           | John Pitt, 2. hrabia Chatham                   | 1807–1809 |
| Przewodniczący Zarządu Handlu               | Henry Bathurst, 3. hrabia Bathurst             | 1807–1809 |
| Przewodniczący Rady Kontroli                | Dudley Ryder, 2. baron Harrowby                | 1809      |
| Sekretarz ds. wojny                         | Lord Granville Leveson-Gower                   | 1809      |